# Bodzechów
Bodzechów est une localité polonaise de la gmina de Bodzechów, située dans le powiat d'Ostrowiec en voïvodie de Sainte-Croix. Même si elle a donné son nom à la gmina qu'elle occupe, elle n'en est pas le siège.